# Морський Володимир Савелійович
Володимир Савелійович Морський (уроджений Вульф Савелійович Мордкович) (27.12.1898 (8.01.1899 за новим стилем) — 1952) — журналіст, театральний критик, педагог. Стояв біля витоків кафедри театрознавства в Театральному інституті м. Харкова. Репресований за антирадянську агітацію.

## Біографія
Народився у Катеринославі. У 1900 році переїхав з батьками до м. Харкова.
Після закінчення гімназії відвідував консерваторію по класу скрипки, пізніше вступив до Харківського медичного інституту,  закінчив лише чотири курси. 
З 1922-го року вів активну журналістську діяльність,  брав участь у культурному житті міста і країни.
У 1920 році вступив до комуністичної партії.  29 січня 1925 року виключений назавжди без права вступу. Підозрювався у веденні лихварської діяльності, а саме у зловживанні своїм становищем у редакції "Комуніст", де з бюджетних коштів якої видавав кредити. Пізніше свідчив, що вважає це звинувачення абсурдними.   Також був обвинувачений в  участі у  релігійному обряді (укладав шлюб з першою дружиною в синагозі), приватному підприємництві (допомагав тестю за часів НЕПу), домашньому насильмтві  (під час сварки вдарив свою дружину)  . Подавав апеляцію на рішення партійної трійки, в результаті чого ГУБКК змінив формулювання обвинувачення на "за відрив від мас", прибрав припис про виключення "без права вступу", а процес щодо відсторонення Морського від роботи газетяра призупинили.
Відмінною особливістю робіт В. Морського був універсалізм. Глибокі пізнання в області літератури і драматургії (перш за все, європейської, а також  української і російської), знання класичного живопису, розуміння музики і володіння знаннями в області музичного театру, широкі пізнання в області кіно, гострий язик і легке перо дозволяли Морському одночасно бути і улюбленцем читача, і проводити дійсно глибокий аналіз театрального життя міста. За життя Морський написав не одну сотню статей в газетах: «Пролетар», «Комуніст», «Харківський робітник». Його редакторська колонка в газети «Червоний прапор» користувалася великим успіхом. Його роботи для республіканських видань «Правда України», «Радянська Україна», «Радянське мистецтво» і «Театр», особливо літературні портрети театральних діячів, можна зараз вважати класикою радянського театрознавства.
З другої половини 1940-х років В. Морського запросили на нову кафедру харківського Театрального інституту читати «Практикум по театральній критиці».
У 1946 році знову вступив до КПРС, але в 1949 був знову виключений з партії з формулюванням "за антипатріотичну діяльність і космополітизм".
У 1949 році В. Морський був знятий з усіх посад і звинувачений в схилянні перед Заходом і антирадянській пропаганді. Тут обвинувачі пригадали і його невдоволення сучасним театром, і сміливе есе про актрису Валентину Чистякову, вдову розстріляного в таборі  режисера Леся Курбаса, і дружбу з родиною арештованого напередодні війни Олександра Введенського , і навіть приятельські стосунки з гіпнотизером Вольфом Мессінг, який під час візитів до Харкова неодноразово бував у гостях у подружжя Морських.
Заарештований 8 квітня 1950 року і засуджений на 10 років таборів за антирадянську агітацію. Провину свою визнав лише частково.
Володимир Морський загинув , відбуваючи термін в одному з найсуворіших  таборів сталінського режиму - Івдельтаб, не доживши до смерті Сталіна всього кілька місяців.

Завдяки турботам вдови посмертно реабілітуваний у 1956 році. На жаль, його дочка від першого шлюбу і остання (четверта) дружина, самі теж піддаючись гонінням, не мали можливості зібрати і зберегти творчу спадщину В. Морського. До того ж під час обшуку при арешті були вилучені і знищені всі рукописи, щоденникові записи і чернетки статей. Сьогодні фахівці і нащадки (наприклад, правнучка В. Морського письменниця Ірина Потаніна ) по крупицях збирають його роботи, але навіть цих розрізнених статей вистачає, щоб зробити висновок про величезну внесок Володимира Морського у вітчизняне театрознавство і театральну критику.

"Морський на екскурсії в Берліні" (напис на зворотному боці). В.Морський в центрі. 1927 рік [5]
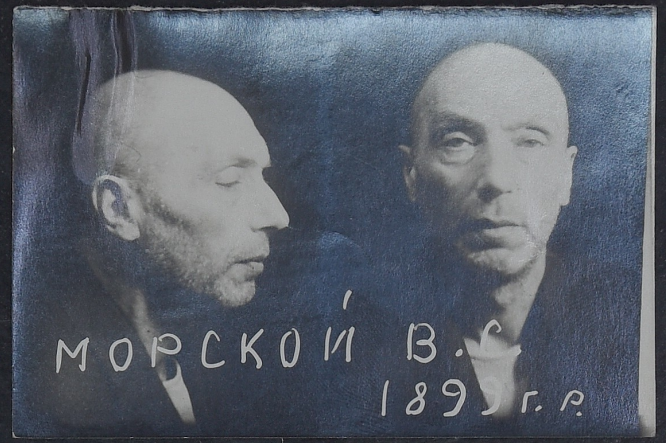
Фото зі слідчої справи, 1950 рік